# Jimmy White
James Warren White, detto Jimmy (Tooting, 2 maggio 1962), è un giocatore di snooker inglese.
Professionista ininterrottamente dal 1980, Jimmy White figura al 2º posto in questa speciale classifica, dietro al connazionale Fred Davis (64 anni e 25 stagioni). Dopo il ritiro di Steve Davis, giunto nel 2016, l'inglese divenne il giocatore più anziano nel circuito. Ha vinto, per tre volte, il World Seniors Championship (2010, 2019 e 2020). Grazie ai suoi 10 titoli Ranking vinti, l'inglese figura al 10º posto in questa classifica, dopo essere stato anche sesto al momento del suo ultimo vinto, ovvero nell'aprile del 2004.
Viene considerato uno dei migliori giocatori degli anni 1980 e 1990, decenni in cui riuscì a stabilirsi al massimo al 2º posto nel Ranking (tra il 1987 e il 1989) e a conquistare il Masters nel 1984 e lo UK Championship nel 1992, divenendo, però, famoso per il fatto di aver perso tutte le sei finali al Campionato mondiale che ha raggiunto (1984 e 1990–1994). Nel 1992, White fu il primo mancino a realizzare una serie perfetta al Crucible Theatre di Sheffield, e il secondo in assoluto nella storia del torneo, dopo Cliff Thorburn (1983).
Il suo soprannome principale è "The Whirlwind" (tùrbine), attribuitogli grazie al suo gioco velocissimo, ma viene riconosciuto anche come "The People's Champion", data la sua capacità di intrattenere il pubblico, cosa che lo ha portato ad essere uno dei più stimati di questo sport. White svolge, inoltre, l'attività di opinionista per la versione inglese di Eurosport.

## Biografia

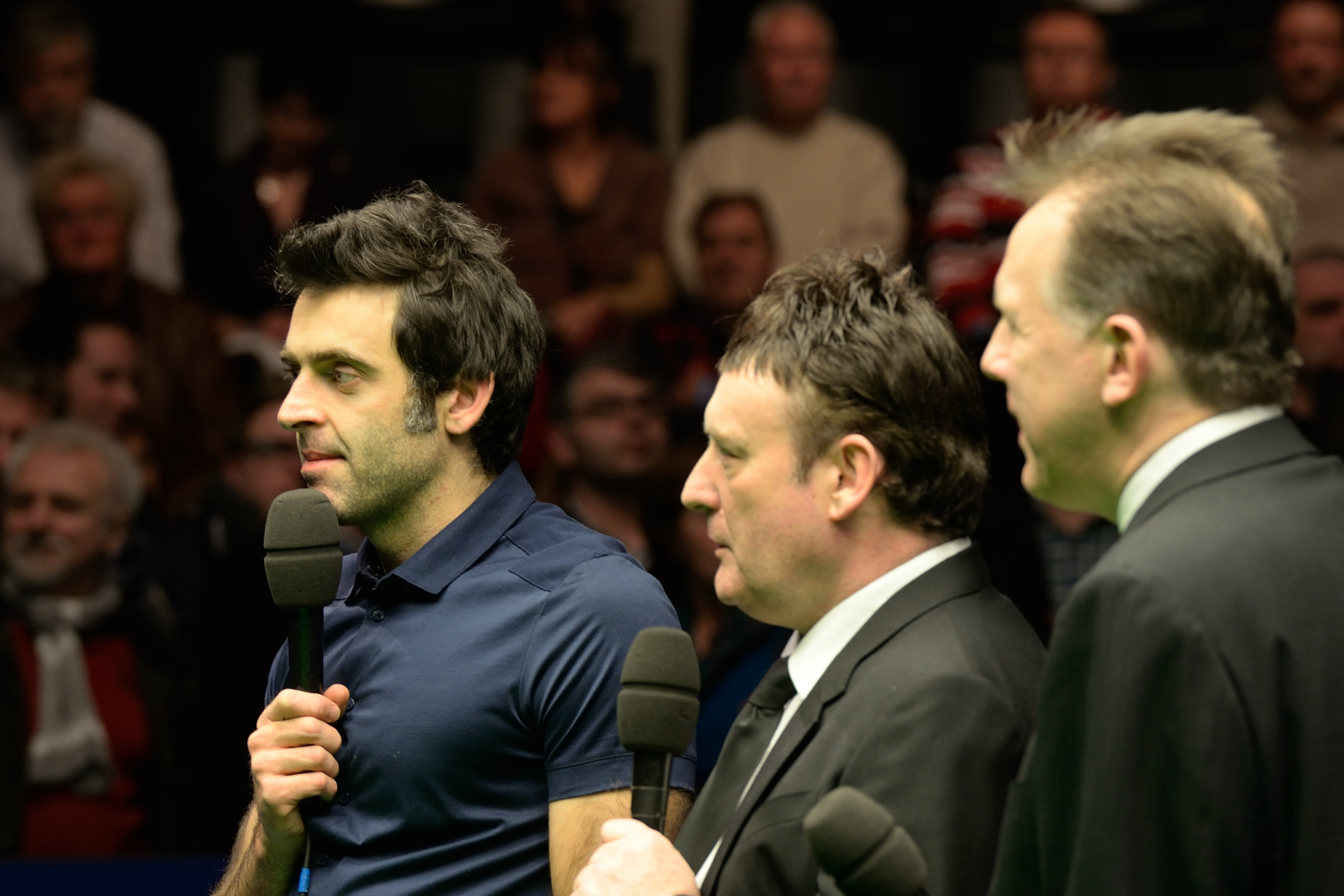
White (al centro) assieme ai colleghi di Eurosport Ronnie O'Sullivan (a sinistra) e Neal Foulds (a destra).

Nato a Tooting, quartiere a sud di Londra, studiò all'Ernest Bevin College, ma non ottenne grandi risultati scolastici, marinando spesso la scuola per passare molto tempo alla Ted Zanoncelli's Snooker Hall. Fu circa in quel periodo che incontrò Tony Meo, con il quale si sfidò in più occasioni, in partite a denaro. La sua naturale attitudine per lo snooker lo portò al successo nella carriera da dilettante e, dopo aver vinto l'English Amateur Championship nel 1979, un anno dopo divenne il più giovane vincitore del Campionato mondiale dilettanti, record poi battuto da Ian Preece (1999, 17 anni e 49 giorni) e da Hossein Vafaei (2011, 17 anni e 81 giorni).
È stato sposato con Maureen Mockler, con la quale ha avuto cinque figli: Lauren (1981), Ashleigh (1987), Georgia (1988), Breeze (1989) e Tommy (1998). In occasione del Masters 2005, White decise di cambiare il suo nome in "Jimmy Brown", a causa di una sponsorizzazione con HP Sauce. Dopo aver perso la finale del Campionato del mondo nel 1984, ha rivelato, nella sua autobiografia, di aver passato circa tre mesi ad assumere cocaina.
Oltre allo snooker, White è anche un giocatore di pool e di poker. Nel 1995, insieme ai colleghi Alex Higgins e Steve Davis, trionfò nella Mosconi Cup, e, con la presenza di quest'ultimo al tavolo, vinse il Poker Million Tournament, nel 2003. Appassionato anche di calcio, è un tifoso del Chelsea, da quando aveva 10 anni.

### Gli inizi (1976-1980)
Jimmy White incominciò la sua lunga carriera nello snooker nel 1976, anno in cui arrivò in semifinale al British Under-16 Championship, riuscendo poi a vincere il torneo l'anno successivo. Tra il 1978 e il 1979 prese parte a tre finali, sempre di livello amatoriale: la prime due vinte, rispettivamente al Pontins Autumn Open e all'English Amateur Championship, e l'ultima persa al Pontins Spring Open, contro Steve Davis, che diventerà uno dei suoi più grandi rivali.
L'inglese fece il suo esordio in un torneo professionistico al Canadian Open 1979: passò il primo turno eliminando Tony Knowles per 9-5, ma venne battuto al secondo, ancora una volta da Davis.

### I primi successi (1980-1983)

#### Stagione 1980-1981
White approdò ufficialmente tra i professionisti all'inizio della stagione 1980-1981. Dopo aver perso, per il secondo anno consecutivo, al secondo turno del Canadian Open, l'inglese si qualificò per lo Yamaha Organs Trophy, sconfiggendo l'ex vincitore dello UK Championship Patsy Fagan, l'8 volte campione del mondo John Pulman e, infine, Pat Houlihan, tutti con il punteggio di 2-1. Nella fase a gruppi, White vinse i match contro Cliff Thorburn (3-0) e John Virgo (2-1), dopo aver perso contro Steve Davis, che avanzò in semifinale. Successivamente, riuscì a qualificarsi per il Campionato mondiale, al suo primo tentativo, superando Bernie Mikkelsen e Jim Meadowcroft nei turni preliminari, prima di essere eliminato al primo Round del tabellone principale da Davis, per la terza volta su tre incontri fino a quel momento; il suo connazionale sarebbe poi andato a vincere il suo primo titolo.

#### Stagione 1981-1982
Nella sua seconda annata, l'inglese ottenne i suoi primi due trionfi in tornei professionistici, battendo Thorburn nella finale dello Scottish Masters (9-4) e Steve Davis in quella del Northern Ireland Classic (11-9). In seguito, White vinse contro Clive Everton nel turno di qualificazione per lo UK Championship, sconfiggendo, nel tabellone principale, John Virgo, Dennis Taylor e Ray Reardon, prima di subire un cappotto da Steve Davis (9-0). Al termine della stagione, raggiunse le semifinali al Campionato del mondo, perse contro il futuro vincitore Alex Higgins, per 16-15, dopo essere stato avanti 13-15.

#### Stagione 1982-1983
White iniziò il 1982-1983 già al 10º posto nel Ranking e, dopo un inizio non proprio brillante, arrivò in finale al Professional Players Tournament, dove perse contro Reardon. Dal gallese, White venne eliminato anche ai quarti dello UK Championship e del Masters, e venne sconfitto in finale all'International Masters. In precedenza, rappresentò l'Inghilterra al World Team Classic, assieme a Steve Davis e Tony Knowles, perdendo la finale contro il Canada. Al Campionato mondiale, l'inglese perse al primo turno contro il suo vecchio amico di infanzia Tony Meo, per 10-8.

### La prima finale al Campionato mondiale e il salto di qualità (1983-1989)

#### Stagione 1983-1984
Esordì nella stagione 1983-1984 con due quarti di finale, raggiunti all'Australian Masters e allo Scottish Masters. Allo UK Championship batté Ian Black, Dennis Taylor e Ray Reardon per approdare in semifinale, in cui White venne sconfitto da Steve Davis. Dopo un'altra semifinale, conquistata al Pot Black, l'inglese vinse il Masters di Londra, sconfiggendo, nel corso del torneo, Eddie Charlton agli ottavi (5-2), Reardon ai quarti (5-3), Kirk Stevens in semifinale (6-4) e Terry Griffiths in finale (9-5). Il resto dell'annata lo vide fuori da molti eventi minori ai primi turni, prima dell'inizio del Campionato del mondo. Qui White fece un altro grande cammino, che lo portò in finale, dove incontrò, per l'ennesima occasione, il suo rivale Steve Davis: il match, che sembrava scritto, dato il 9-2 per il vincitore dell'edizione 1981, prese una piega impressionante nelle ultime sessioni, nelle quali White rimontò fino al 13-11 e al 16-15, sempre in favore del suo avversario. Davis vinse il 32° frame, portandosi ad un dal trionfo, ma White, con una serie da 65, prese di forza il 33°, anche se poi fu costretto a cedere in quello successivo, vinto da Steve per 77-40, con un totale di 18 frames a 16.

#### Stagione 1984-1985
L'annata successiva, lo vide iniziare in 7ª posizione in classifica, la sua migliore fino a quel momento. White aprì i giochi ottenendo il successo nel primo torneo stagionale, il New Zealand Masters, che fu seguito da quelli al Thailand Masters e alla Carlsberg Challenge. Nell'evento successivo, lo Scottish Masters, non fu in grado di vendicarsi con Davis, venendo battuto per 9-4. Al Masters, perse in semifinale contro Cliff Thorburn 6-4, mancando la difesa del titolo; vinse l'Irish Masters, in finale contro Alex Higgins, e si piazzò ai quarti al Campionato del mondo, eliminato da Knowles.

#### Stagione 1985-1986
White partì molto forte nella stagione 1985-1986, perdendo la finale del Pot Black e del Matchroom Trophy, confermando il titolo alla Carlsberg Challenge e raggiungendo le semifinali dell'Australian Masters e dello Scottish Masters. Inoltre, l'inglese portò a casa il primo evento dell'anno solare 1986, ovvero il Classic, riuscendo a contenere la rimonta di Cliff Thorburn nel finale d'incontro, battendolo per 13-12 al frame decisivo. Il canadese si vendicò al Masters, sconfiggendolo in finale, con il punteggio di 9-5. White vinse poi l'Irish Masters contro Willie Thorne, terminando la stagione con i quarti al Campionato mondiale.

#### Stagione 1986-1987
Nel 1986-1987 trionfò al Malaysian Masters, al Grand Prix, al Pot Black e al British Open. Perse le finali della Carlsberg Challenge, del Classic e della Kent Cup, raggiungendo altrettante semifinali e quarti; in uno di questi, allo Scottish Masters, ci fu la prima sfida tra lui e Stephen Hendry, che sarebbe poi diventato, negli anni a seguire, il suo più grande rivale.

#### Stagione 1987-1988
Stabilitosi al 2º posto nel Ranking, alle spalle di Steve Davis, White esordì nella nuova annata con tre semifinali consecutive: al Tokyo Masters e allo Scottish Masters, sconfitto da Terry Griffiths e al Hong Kong Masters, da Hendry. Raggiunse la sua prima finale stagionale al Canadian Masters, dove venne battuto da Dennis Taylor per 9-7. Ne conquistò un'altra nel torneo successivo, lo UK Championship, in cui a sconfiggerlo fu Steve Davis. Prima del Campionato del mondo, non arrivarono altri risultati utili, poi, a Sheffield, l'inglese riuscì ad eliminare John Campbell, Stephen Hendry, in un appassionante incontro terminato 13-12 e Tony Knowles, fermandosi in semifinale, sconfitto per 16-11 da Terry Griffiths.

#### Stagione 1988-1989
Dopo la semifinale dell'anno precedente, White conquistò il trofeo al Hong Kong Masters, battendo Neal Foulds in finale, prima di perdere quella dell'International Open, contro Steve Davis. Tuttavia, quest'ultimo non sconfisse White in quella del Canadian Masters, ma si prese la rivincita nelle semifinali del World Matchplay e in finale al Norwich Union Grand Prix. L'inglese venne poi eliminato in semifinale allo European Open e ai quarti dell'Irish Masters e del Campionato mondiale.

### La maledizione al Crucible Theatre e il testa a testa con Stephen Hendry (1989-1994)

#### Stagione 1989-1990
White, scivolato al 4º posto in classifica, aprì l'annata con una semifinale persa al Hong Kong Open, contro Mike Hallett. Arrivò poi al massimo ai quarti di finale in quattro dei successivi sei tornei, riuscendo a vincere l'ultimo evento del 1989, il ricchissimo World Matchplay, che gli fece guadagnare £100.000 non valide per il Ranking. Si fermò in semifinale al Masters, uscendo per mano di Stephen Hendry, raggiunse gli ottavi in due tornei consecutivi (British Open ed European Open, entrambe le volte battuto da Steve James per 5-4), arrivò in semifinale all'Irish Masters e, quasi due settimane più tardi, partecipò al Campionato mondiale, eliminando Danny Fowler, John Virgo, Terry Griffiths e Steve Davis, in semifinale. Nell'ultimo incontro, affrontò il suo nuovo rivale, Stephen Hendry, e perse 18-12 la sua seconda finale al Crucible Theatre.

#### Stagione 1990-1991
La sua stagione partì con una finale persa al Hong Kong Challenge, per 9-3 contro James Wattana, che venne seguita da una semifinale allo Scottish Masters e una nuova finale al Humo Masters. Dopo aver conquistato due semifinali filate (London Masters e Grand Prix), White fece una striscia di risultati negativi, che durò fino al World Matchplay, torneo che lui riuscì a portare a casa battendo Stephen Hendry, doppiandolo 18-9 e vendicandogli la finale del Mondiale precedente; poi, sempre ai danni dello scozzese, l'inglese ottenne il Classic. White vinse il World Masters contro Tony Drago, con il punteggio di 10-6, l'evento che, ancora oggi, è quello che lo ha arricchito di più (£200.000). Venne sconfitto in semifinale al Masters da Hendry (6-1), al British Open da Gary Wilkinson (9-8) e all'Irish Masters da Steve Davis (6-5). Il suo cammino al Campionato del mondo prese il via con un trionfo su Nick Dyson, ai sedicesimi; e proseguì, per il secondo anno consecutivo e terzo in totale, fino all'arrivo in finale, battuto da John Parrott per 18-11: dopo essere stato sotto 7-0 e 10-2, White fu in grado di rimontare fino all'11-7 e al 12-8, ma il suo connazionale diede lo strappo finale al match, portando a casa sei degli ultimi nove frames.

#### Stagione 1991-1992
L'inglese vinse il primo torneo della nuova annata, la European Challenge contro Steve Davis, raggiunse le semifinali al Pot Black (sconfitto proprio da quest'ultimo), al Hong Kong Challenge e al Humo Masters. Successivamente, White arrivò in finale allo UK Championship, eliminando Stephen Hendry in semifinale, ma perdendo ancora contro Parrott, per 16-13. Alzò il trofeo del British Open e dello European Open, sfiorando nuovamente quello del Campionato mondiale, perdendo in finale contro Hendry, malgrado avesse guidato 5-9 e 6-12, poco prima di rimanere a secco, dato che il suo avversario ribaltò completamente l'incontro, dall'8-14 in favore di White, al 18-14 conclusivo.

#### Stagione 1992-1993
Nel 1992-1993, l'inglese non ebbe un buon inizio, ma riuscì a rifarsi portandosi a casa il Grand Prix, sconfiggendo per 10-9 Ken Doherty, e anche lo UK Championship, ottenendo una grande rivincita su John Parrott, battendolo per 16-9 (questo fu il suo ultimo successo in un titolo Ranking fino al 2004). Quasi a ruota, White trionfò anche alla European League e raggiunse le semifinali al Masters. A sorpresa, ricevette una brutta sconfitta da parte di Ronnie O'Sullivan - giunto alla sua prima stagione da professionista - che lo batté per 5-1, ai trentaduesimi dello European Open. Nel finale di annata, White conquistò due semifinali e un quarto di finale, prima di ottenere l'ennesimo secondo posto a Sheffield, subendo un'imbarcata dal rivale Stephen Hendry (18-5).

#### Stagione 1993-1994
La stagione 1993-1994 non fu positiva, infatti, dopo cinque annate, White non bissò il successo in nessun evento, ma arrivò lo stesso in finale al Campionato mondiale, per la quinta volta consecutiva e sesta in totale (occupando il secondo posto in questa speciale classifica fino al 1997, quando Hendry raggiunse la sua settima in carriera), affrontando proprio Stephen Hendry, per la quarta occasione. Questo è tuttora ricordato come uno degli incontri più tirati della storia di questo sport, dato che, dopo un netto vantaggio iniziale dello scozzese, l'inglese rimontò e riuscì a superarlo, andando a braccetto con lui fino al frame decisivo, in cui White mancò una semplice nera sul 37-24, venendo sconfitto 82-37.

### Periodo buio (1994-2003)

#### Stagione 1994-1995
Dopo un'altra delusione al termine della stagione precedente, Jimmy White incappò in una nuova crisi di risultati. Esordì con un quarto di finale allo Scottish Masters, un ottavo al Dubai Classic, un sedicesimo al Grand Prix e allo UK Championship. Superò la fase a gironi nella European League, ma venne sconfitto da Hendry in semifinale, per 6-1, così come al Masters, in cui a batterlo fu John Higgins, con il medesimo punteggio. L'inglese raggiunse un'altra semifinale all'International Open, ma perse nuovamente, questa volta contro Steve Davis. Al Campionato mondiale, eliminò John Parrott ai quarti, non riuscendo, tuttavia, ad approdare per il sesto anno consecutivo in finale, dato che fu ancora Stephen Hendry ad abbattere le sue speranze, sconfiggendolo in semifinale, per 16-12.

#### Stagione 1995-1996
A 10 anni precisi dall'ultima volta, White iniziò una stagione al 7º posto nel Ranking. Ancora una volta la sua partenza non fu delle migliori, infatti l'inglese conquistò solo i quarti di finale, per tre volte, come miglior risultato. Non fece granché neanche in seguito, fermandosi presto anche al Campionato mondiale, battuto per 13-12 dal futuro finalista Peter Ebdon.

#### Stagione 1996-1997
Il suo periodo di crisi continuò anche nell'annata successiva, scivolato addirittura in 13ª posizione in classifica. Incredibilmente, White dovette disputare 15 match per vincerne uno, riuscendo ad interrompere la maledizione eliminando Michael Judge nel primo turno dell'International Open; in questo torneo, l'inglese arrivò ai quarti, che ripeté anche all'Irish Masters, sconfitto da Stephen Hendry in entrambe le volte. Per la prima volta dal 1983, White non fu in grado di portare a casa almeno un incontro al Mondiale, venendo battuto da Anthony Hamilton per 10-9, nei sedicesimi. A stagione conclusa, l'inglese si ritrovò fuori dalla top 16.

#### Stagione 1997-1998
White si riprese all'inizio del 1997-1998, raggiungendo e perdendo le finali del Superstar International, contro Ronnie O'Sullivan, e del China International, contro Steve Davis. Venne eliminato in semifinale nel Grand Prix e ai quarti nel Benson & Hedges Championship, mancando, dunque, la qualificazione per il Masters (salvo poi ricevere una wildcard, venendo comunque battuto da Stephen Lee). La sua stagione proseguì con un'altra finale persa, in Premier League contro Ken Doherty, poi si qualificò per il Campionato mondiale, dove, al primo turno, riuscì finalmente a battere Stephen Hendry (al Crucible non lo faceva dal 1988), eliminando anche Darren Morgan, prima di essere sconfitto da O'Sullivan.

#### Stagione 1998-1999
Per il secondo anno consecutivo, White perse la finale della Premier League, venendo battuto da John Higgins 9-4. Venne eliminato nel turno delle wildcard al Masters, e in semifinale alla Charity Challenge, conquistandone un'altra all'Irish Masters. Per prendere parte al Campionato del mondo, l'inglese superò il turno preliminare sconfiggendo Dean Reynolds per 10-7, punteggio con cui verrà eliminato ai sedicesimi, per mano di Alan McManus. Tuttavia, la sua annata non volse al termine, dato che venne invitato nel torneo Non-Ranking Pontins Professional, il quale White portò a casa, battendo il giocatore di casa Matthew Stevens, conquistando un trofeo dopo 6 anni (l'ultimo era stato quello della European League).

#### Stagione 1999-2000
Dopo essere rientrato nei primi 16 del mondo nella stagione 1999-2000, l'inglese rimase nuovamente a secco di titoli, non difendendo quello del Pontins Professional, sconfitto da Darren Morgan. Oltre a questa finale, White raggiunse per tre volte i quarti come secondo miglior piazzamento.

#### Stagione 2000-2001
Nel suo secondo torneo stagionale, il British Open, l'inglese avanzò fino alla finale, perdendo poi contro Peter Ebdon per 9-6. Successivamente, White venne eliminato in semifinale al Grand Prix, da Mark Williams. Superato il turno delle wildcard al Masters, batté Ronnie O'Sullivan negli ottavi, ma fu sconfitto da Stephen Hendry (6-4). Per la prima volta in carriera, non riuscì a qualificarsi per la fase finale del Mondiale, fermandosi, dunque, a 20 partecipazioni di seguito (allora era al secondo posto in questa classifica, dietro a Steve Davis); nonostante ciò, White salì all'11º posto nel Ranking di fine stagione, facendo un balzo di 7 posizioni.

#### Stagione 2001-2002
Nei primi quattro eventi, White non andò mai oltre i primissimi turni, raggiungendo i quarti di finale solo allo European Open. Allo UK Championship, l'inglese perse agli ottavi, in cui venne sconfitto da Matthew Stevens per 9-7, dopo aver battuto Marco Fu. Conquistò poi due semifinali: in Premier League, dove perse contro O'Sullivan, e al Masters, eliminato al frame decisivo da Williams. Dopo aver raggiunto i quarti di finale allo Scottish Open, White partì come testa di serie al Campionato mondiale e superò il primo turno. Al secondo affrontò Stevens, riuscendo a stargli appaiato nella prima sessione, anche se, al termine di questa, l'inglese ebbe un eccesso di nervosismo, che lo portò a sbagliare una nera dallo spot e a ritirarla con violenza fuori dal tavolo, scusandosi subito per l'accaduto, dopo aver perso il frame; Stevens ottenne poi il successo, con il punteggio di 13-3.

#### Stagione 2002-2003
Passato al 10º posto in classifica, White esordì con un quarto di finale allo Scottish Masters, che conquistò, all'inizio dell'anno solare 2003, anche al Masters di Londra. Curiosamente, in questa annata, l'inglese si fermò per ben sei volte ai sedicesimi, mentre allo Scottish Open e al Mondiale, arrivò agli ottavi, scendendo in 15ª posizione in classifica. Per altro, in questa stagione, il giocatore di Tooting realizzò il suo minor numero di "centoni" dal 1982-1983 (3).

### Il ritorno al successo (2003-2005)

#### Stagione 2003-2004
La stagione 2003-2004, si rivelò per lui una delle migliori degli ultimi anni, infatti, l'inglese riottenne un titolo Ranking, il Players Championship, a 12 anni dal più recente dopo questo, ovvero lo UK Championship 1992; White riuscì ad eliminare alcuni dei giocatori più forti del Main Tour, come il futuro campione del mondo Shaun Murphy ai sedicesimi, uno dei suoi rivali, ovvero John Parrott agli ottavi, rimontando dallo 0-2 al 5-2, Ian McCulloch ai quarti, Peter Ebdon in semifinale e, in finale, Paul Hunter, giunto alla sua ultima finale in carriera, prima di morire nel 2006. Oltre a questo successo, White perse la finale dello European Open contro Stephen Maguire e uscì in semifinale allo UK Championship e al Masters. Venne battuto al primo turno del Mondiale da Barry Pinches, con il punteggio di 10-8, terminando l'annata all'11º posto.

#### Stagione 2004-2005
Il trend positivo fu, però, breve, dato che White non riuscì a conquistare nuovi tornei e piazzamenti soddisfacenti, salvo le semifinali del Masters, in cui venne sonoramente sconfitto dal futuro vincitore Ronnie O'Sullivan, per 6-1. Al Campionato mondiale, il suo cammino si fermò agli ottavi, eliminato da Matthew Stevens, che sarebbe poi andato a perdere in finale.

### Il calo (2005-2009)

#### Stagione 2005-2006
La stagione 2005-2006 fu una delle sue peggiori: l'inglese riuscì a portare a casa solo 3 dei 17 incontri disputati, ottenendo solo un quarto di finale al Pot Black, come risultato migliore. Al 2020, questa fu l'ultima annata in cui White disputò la fase finale del Mondiale e del Masters.

#### Stagione 2006-2007
Sceso drasticamente nel Ranking (al 34º posto), White esordì in questa annata perdendo nelle qualificazioni del Northern Ireland Trophy, contro Jimmy Michie. Superò la fase a gironi della Premier League, raggiungendo anche la finale, dopo aver battuto Graeme Dott, per 5-4, in semifinale; tuttavia, il match non ebbe storia, infatti O'Sullivan, il suo avversario, gli rifilò un cappotto (7-0). Il suo brutto periodo proseguì anche negli eventi successivi: White riuscì a qualificarsi solo per il China Open, sconfiggendo Andrew Norman, Nigel Bond e Zheng Peng (nel turno delle wildcard), avanzando direttamente agli ottavi, dato il forfait di Stephen Lee, perdendo contro John Higgins, con il punteggio di 5-1. Per la prima volta dal 2001, l'inglese non si qualificò per il Campionato del mondo, venendo sconfitto Jamie Burnett nel turno di qualifica, per 10-4, dopo essere stato avanti per 0-1. A stagione conclusa, White precipitò al 60º posto, rischiando di essere relegato dal tour.

#### Stagione 2007-2008
White non riuscì a portare a casa nessuno dei primi sette incontri del 2007-2008, cominciando a vincere solo nell'evento di qualificazione al Masters; qui l'inglese venne battuto in semifinale da Kurt Maflin, per 5-4. Prese parte alla Championship League, dove fu inserito nel Gruppo 6, classificandosi in 5ª posizione su 7, mancando la qualificazione agli spareggi, retrocedendo nel 7º girone, in cui raggiunse nuovamente il 5º posto, venendo, però, eliminato, dato che questo era l'ultimo gruppo disponibile. L'inglese non fu in grado di staccare il biglietto per nessuna fase ad eliminazione diretta, andandoci veramente vicino solo al Mondiale, dove White superò i primi due turni di qualificazione, battendo Matthew Selt ed Andrew Higginson, prima di essere eliminato nel terzo ed ultimo da Mark King, per 10-3.

#### Stagione 2008-2009
La stagione 2008-2009 si aprì in maniera abbastanza positiva: White sconfisse Aditya Mehta, Mark Selby, Issara Kachaiwong e Martin Gould per accedere alla fase ad eliminazione diretta del Six-Red International, dove venne, però, battuto a sorpresa dal dilettante Keith Boon, per 6-3.
Figurò nel tabellone principale anche al Northern Ireland Trophy, vincendo contro Atthasit Mahitthi, Paul Davies e Tom Ford nei turni di qualificazione, prima di essere eliminato al primo turno da Barry Hawkins.
Allo Shanghai Masters fu, invece, estromesso da Mark King, sempre al primo turno, così come al Welsh Open. Allo UK Championship, la sua corsa terminò al terzo turno di qualificazione su quattro previsti, in cui venne battuto per 9-8, al decisivo, da Rory McLeod.
Verso la fine dell'annata, l'inglese partecipò al World Series of Snooker Grand Final, in Portogallo, riuscendo a conquistare il secondo posto nel suo girone, classificandosi dietro a Luca Brecel, ma venne eliminato al primo turno effettivo dell'evento per mano di Steve Davis (5-4). White terminò la stagione senza prendere parte al Campionato mondiale per il terzo anno di seguito.

### Gli alti e bassi e le vittorie nel World Seniors Tour (2009-2019)

#### Stagione 2009-2010
White disputò il primo torneo del 2009-2010 in Irlanda, in occasione del World Series of Snooker Killarney, riuscendo a conquistare la finale, in cui venne sconfitto da Shaun Murphy, 5-1.
Volò poi in Thailandia per svolgere il Six-Red World Grand Prix. Esordì perdendo il primo match del girone contro Mohammed Shehab, ma recuperò vincendone tre consecutivi, ottenendo il quarto posto della classifica, l'ultimo disponibile per approdare nella fase ad eliminazione diretta. Ai sedicesimi l'inglese batté Murphy, poi agli ottavi Ricky Walden, Mark King ai quarti, Mark Williams in semifinale e Barry Hawkins in finale, con il punteggio di 8-6; questo fu il suo primo trionfo in un torneo variante e il primo in assoluto dal 2004. White bissò il successo anche al World Series of Snooker Prague, battendo Graeme Dott in finale, per 5-3.
In seguito, ottenne un posto per tentare di qualificarsi al Masters, che tuttavia non sfruttò, dato che venne eliminato da King nel turno delle wildcard.
La seconda parte della stagione non ebbe l'esito sperato, con White che non fu in grado di prendere parte a nessun altro torneo, mancando la qualificazione al Welsh Open, al China Open e al Campionato mondiale. Nel Ranking, l'inglese di Tooting scese al 60º posto, secondo l'ultima revisione.

#### Stagione 2010-2011
Il 2010-2011 ebbe inizio con il primo evento del Players Tour Championship, in cui White venne eliminato ai sedicesimi da Jamie Cope. Raggiunse poi i quarti al Six-Red World Championship, nel primo evento dell'Euro Players Tour Championship e nel sesto del Players Tour Championship. Si qualificò per il World Open, battendo Michael Judge e Paul Davison, nei turni preliminari, prima di essere sconfitto da O'Sullivan ai sedicesimi.
Durante la stagione, più precisamente a novembre, White prese parte al World Seniors Championship, facendo quindi il suo esordio nel World Seniors Tour. L'inglese riuscì a vincere ogni incontro, compresa la finale contro Steve Davis (4-1).
Si qualificò per lo UK Championship, ma venne battuto da Stephen Hendry al primo turno, con il punteggio di 9-8 al frame decisivo. Senza successo, White tentò l'approdo alle fasi finali anche al German Masters, al Welsh Open, al China Open e al Campionato del mondo, posizionandosi 57º nella classifica conclusiva.

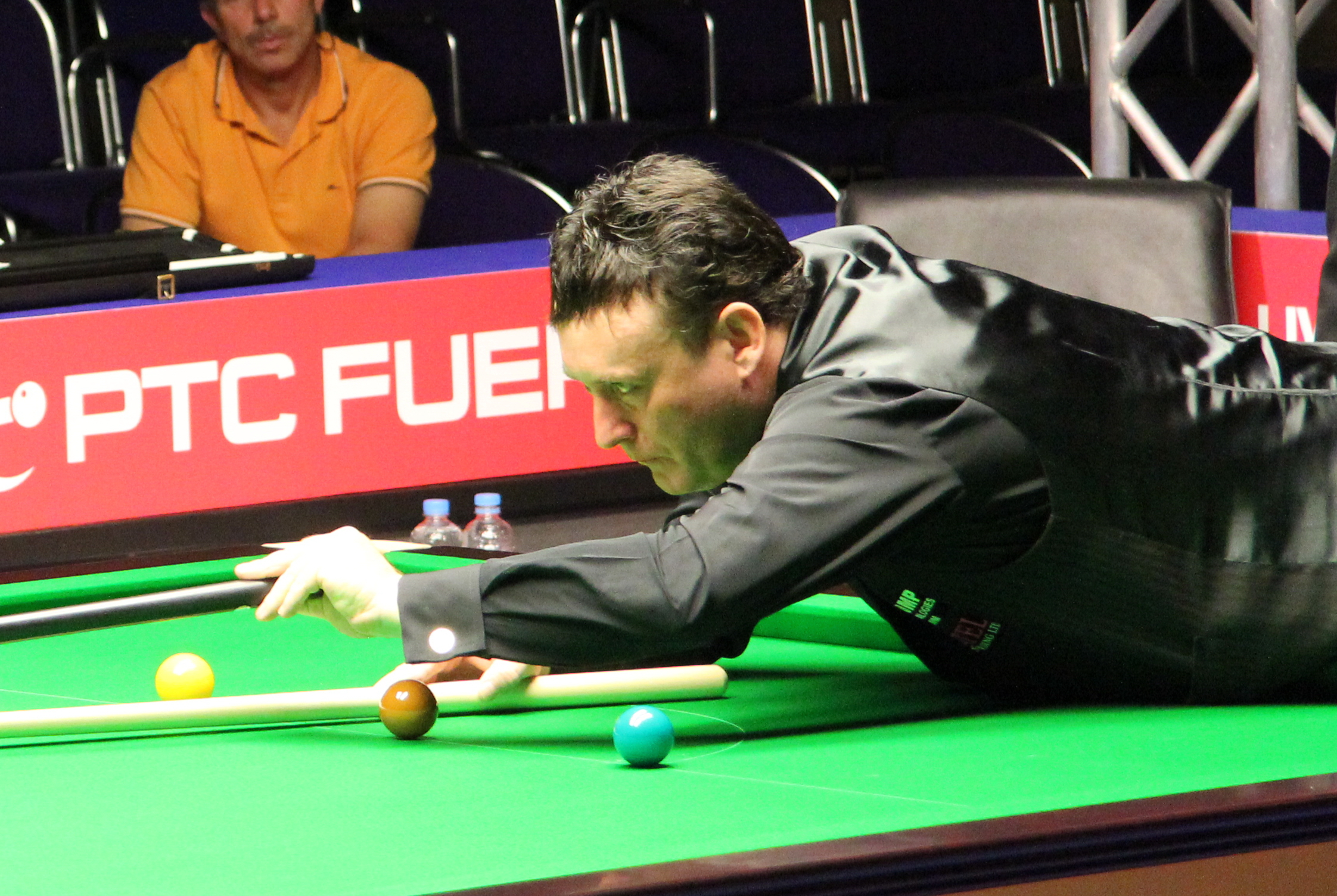
White durante il Paul Hunter Classic 2011.

#### Stagione 2011-2012
White è partito in 55ª posizione. Durante un evento del Legends Tour, a giugno, realizzò una serie perfetta – non ufficiale – molto insolita, per il fatto di aver imbucato la prima bilia durante il break, ciò significa che il suo avversario non tirò mai nel frame.
Come nella stagione seguente, White raggiunse i sedicesimi nel primo evento del Players Tour Championship, piazzamento che conquistò anche al terzo, al quinto, al nono e al dodicesimo. Essendo il campione del mondo Senior in carica, viene invitato alla Premier League, ottenendo, tuttavia, il 10º posto su 10 partecipanti nella fase a gironi, uscendo sconfitto in tutti e quattro gli incontri disputati.
Esordì nel World Seniors Championship eliminando Tony Knowles negli ottavi, poi vinse contro Dennis Taylor e venne battuto in semifinale da Darren Morgan.
Non ottenne altri buoni risultati fino al termine della stagione, avanzando, comunque, al 48º posto nel Ranking.

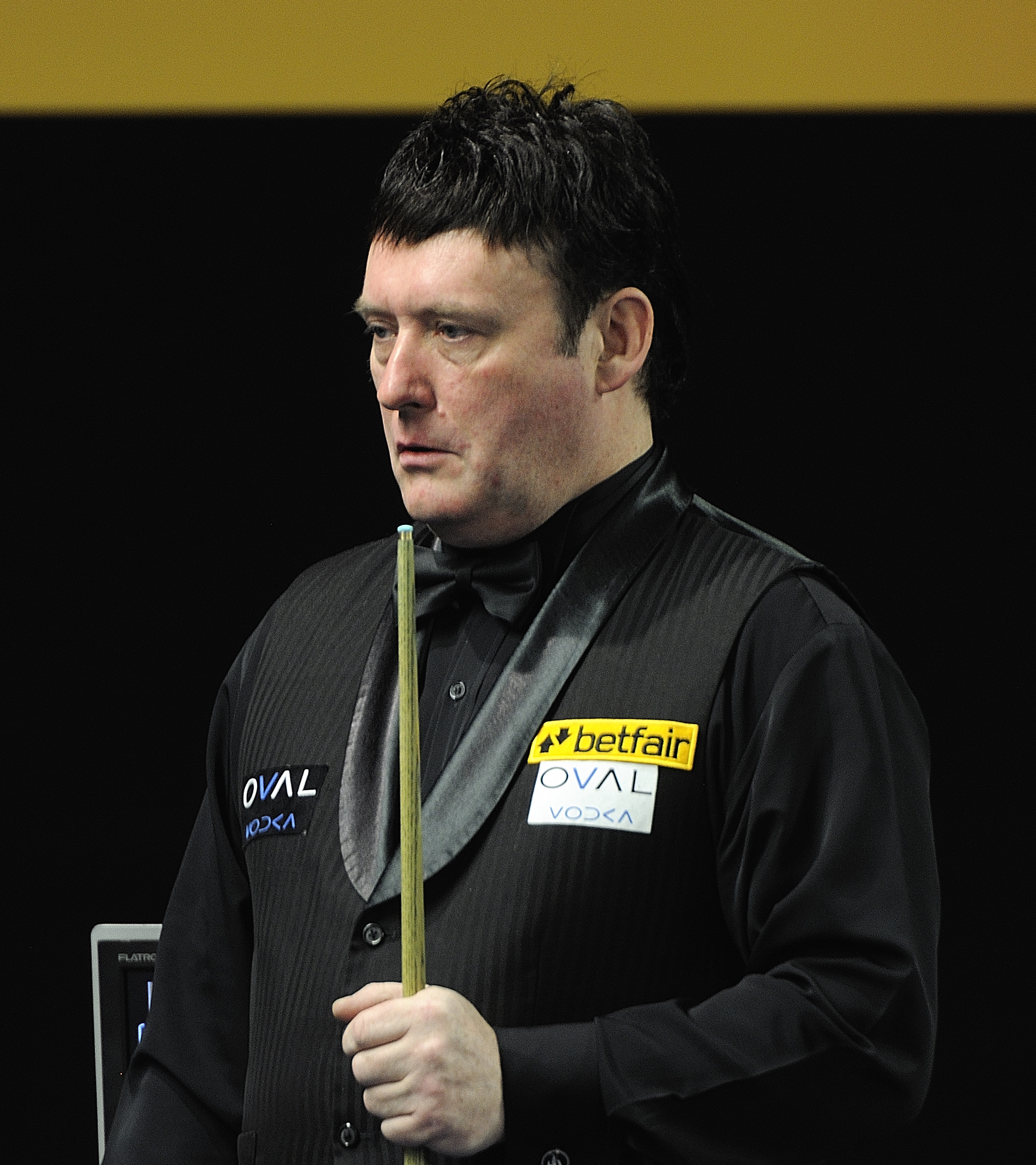
L'inglese al German Masters 2013.

#### Stagione 2012-2013
La stagione 2012-2013 si aprì con una sconfitta nelle qualificazioni per il Wuxi Classic, che l'inglese rimediò contro Aditya Mehta (5-1). Riuscì a passare il girone del Six-Red World Championship, ma fu battuto ai sedicesimi da Ricky Walden, per 6-3. Nel secondo evento dello European Tour, venne eliminato ai quarti da Stephen Maguire, dopo aver battuto Mohamed Khairy (dato il suo forfait), Andrew Norman, Dave Harold e Liang Wenbó. Perse quarti anche al World Seniors Championship, perdendo contro Dene O'Kane, 2-1.
Nelle qualificazioni per il Mondiale, l'inglese sconfisse Tian Pengfei (10-7) e Xiao Guodong (10-4), prima di essere battuto all'ultimo turno da Robert Milkins (10-5).

#### Stagione 2013-2014
Nel 2013-2014, White si qualificò alla maggior parte dei tornei; il primo fu il Wuxi Classic, dove venne eliminato al primo turno da Robert Milkins. All'International Championship batté Liam Highfield nei preliminare Yuan Sijun nel turno delle wildcard, prima di perdere ai trentaduesimi contro Barry Hawkins, così come allo UK Championship e al German Masters. L'inglese mostrò uno straordinario stato di forma anche al China Open, torneo in cui avanzò fino agli ottavi, in cui venne sconfitto da Mark Selby, per 5-1.
Per quanto riguarda il World Seniors Championship, svoltosi ad ottobre, White ottenne, per il secondo anno consecutivo, i quarti di finale, in cui venne battuto da Hendry.

#### Stagione 2014-2015
La stagione 2014-2015 non partì in modo positivo, ma l'inglese di Tooting recuperò al terzo evento dello European Tour e al secondo dell'Asian Tour, raggiungendo gli ottavi in entrambi. Prese parte all'International Championship, ma venne eliminato al primo turno da Barry Hawkins. Raggiunse il secondo turno allo Shoot-Out e concluse l'annata fuori dalla top 64 (70º posto), rimanendo nel Main Tour grazie al 52º posto nell'ordine di merito dello European Tour.

#### Stagione 2015-2016
Nel 2015-2016 White giocò molto poco, riuscendo a vincere solo 3 dei 15 match disputati; 2 di questi furono gli ottavi e i quarti del World Seniors Championship, evento in cui venne eliminato da Darren Morgan in semifinale. L'inglese perse al primo turno di qualificazione per il Campionato mondiale, battuto da Gerard Greene (10-9).

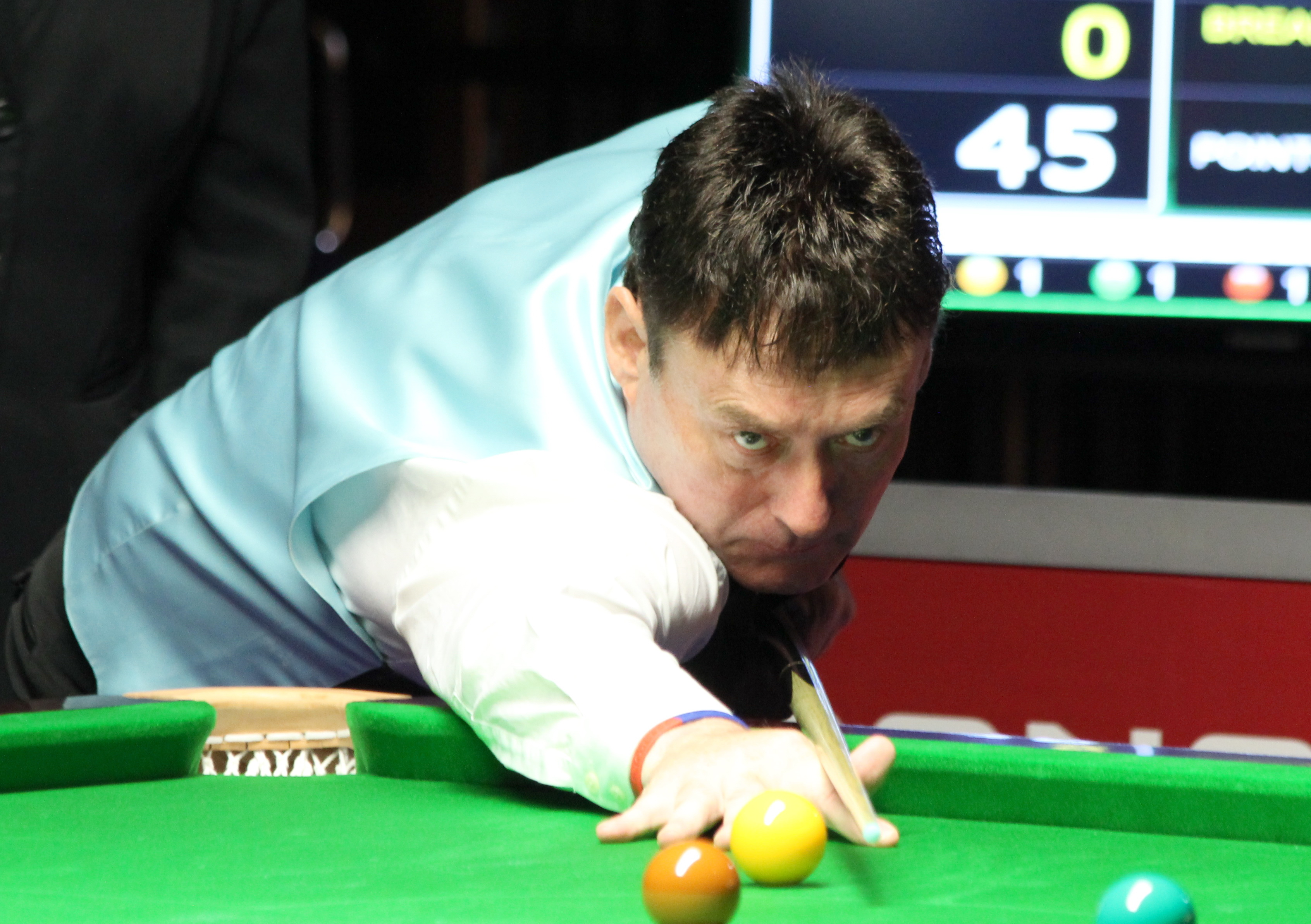
White al Paul Hunter Classic 2016.

#### Stagione 2016-2017
Iniziò l'annata al 90º posto. Sebbene venisse da una brutta stagione, White riuscì a battere Ali Carter, numero 32 del mondo, nel turno di qualificazione per l'Indian Open, con il punteggio di 4-1, anche se venne poi sconfitto da Joe Swail nei trentaduesimi. Dopo aver mancato la qualifica per il World Open, l'inglese avanzò fino ai quarti al Paul Hunter Classic, dove venne eliminato da Dominic Dale. Raggiunse i trentaduesimi al Northern Ireland Open e i sedicesimi allo Scottish Open, ma uscì, entrambe le volte, contro Ronnie O'Sullivan. White batté Zhou Yuelong e Joe Perry per prendere parte al German Masters, ma fu eliminato da Robin Hull ai sedicesimi, risultato che ripeté anche allo Shoot-Out. Vinse i suoi ultimi due match stagionali alle qualifiche per il China Open, battendo Sam Baird e Li Yuan (nel turno delle wildcard), prima di essere eliminato da Michael Holt ai trentaduesimi. Per il secondo anno consecutivo, White venne sconfitto al primo turno di qualificazione per il Campionato mondiale, questa volta da Jack Lisowski, per 10-7, terminando la stagione fuori dalla top 64 e perdendo il posto nel Main Tour dopo 37 anni, salvo poi l'arrivo di una Invitational Tour Card di due anni, che gli venne assegnata dalla World Snooker.

#### Stagione 2017-2018
White debuttò nella stagione 2017-2018 qualificandosi per il Riga Masters, battendo al decisivo Jak Jones (4-3). Con lo stesso risultato, l'inglese vinse ai trentaduesimi contro Eden Sharav, mentre ai sedicesimi sconfisse Kurt Maflin per 4-2, prima di perdere agli ottavi contro Anthony McGill. Oltre a questo, White perse i successivi otto match, ritornando al successo nei primi due Round del Northern Ireland Open, in cui eliminò Dominic Dale e Jak Jones, venendo battuto a sua volta da Chris Wakelin ai sedicesimi.
Ad ottobre, l'inglese portò a casa il suo primo UK Seniors Championship, battendo Ken Doherty, per 4-2, in finale.
Vinse il primo turno di qualificazione al Mondiale contro Sam Craigie, ma venne eliminato al secondo da Joe Perry.

#### Stagione 2018-2019
Iniziò la nuova annata al 72º posto in classifica, qualificandosi al Riga Masters, ma perdendo ai trentaduesimi contro Ricky Walden. La stagione proseguì in modo molto difficile, con l'inglese che vinse pochi incontri, rimediando, spesso, sonore sconfitte, come quella contro Yan Bingtao ai trentaduesimi dell'International Championship (6-0) o quella contro Sam Craigie alle qualificazioni per l'Indian Open (4-0). Il miglior risultato furono i sedicesimi dello Shoot-Out.
Nel World Seniors Tour, White riuscì, invece, a trionfare nel Seniors Irish Masters e nel Seniors Six-Red World Championship.
Al termine dell'annata, la World Snooker gli rinnovò la carta d'accesso al tour per altre due stagioni.

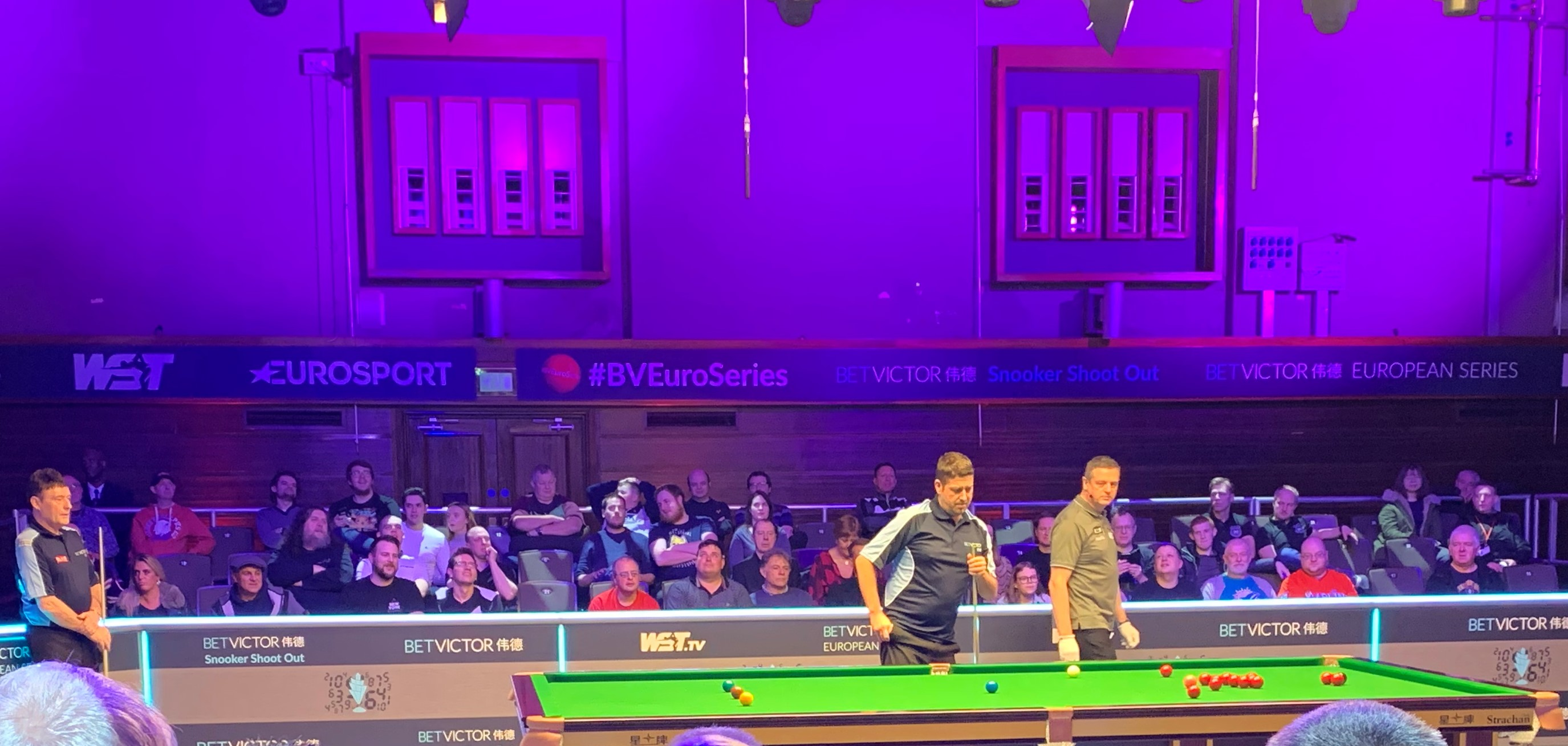
Jimmy White (a sinistra) nel match perso contro Matthew Stevens (a destra), nel primo turno dello Shoot-Out 2020.

#### Stagione 2019-2020
White inizia la stagione 2019-2020 perdendo in qualificazione al Riga Masters e all'International Championship.
Ad agosto, l'inglese vince il World Seniors Championship, per seconda volta in carriera e a nove anni dalla prima; questo risultato gli permetterà di giocare il Champion of Champions, torneo del Main Tour, a novembre. In questo evento, White affronta O'Sullivan al primo turno, passando sorprendentemente avanti 0-3, ma venendo rimontato fino al 4-3 finale.
Precedentemente, l'inglese aveva partecipato allo UK Seniors Championship, perdendo la finale contro Michael Judge.
Non considerando i tornei del World Seniors Tour, White conquista solo cinque match in questa stagione.

## Ranking[93]
| Stagione  | Ranking iniziale | Ranking finale |
| --------- | ---------------- | -------------- |
| 1980-1981 | Non classificato | 21             |
| 1981-1982 | 21               | 10             |
| 1982-1983 | 10               | 11             |
| 1983-1984 | 11               | 7              |
| 1984-1985 | 7                | 7              |
| 1985-1986 | 7                | 5              |
| 1986-1987 | 5                | 2              |
| 1987-1988 | 2                | 2              |
| 1988-1989 | 2                | 4              |
| 1989-1990 | 4                | 4              |
| 1990-1991 | 4                | 3              |
| 1991-1992 | 3                | 3              |
| 1992-1993 | 3                | 3              |
| 1993-1994 | 3                | 4              |
| 1994-1995 | 4                | 7              |
| 1995-1996 | 7                | 13             |
| 1996-1997 | 13               | 21             |
| 1997-1998 | 21               | 18             |
| 1998-1999 | 18               | 16             |
| 1999-2000 | 16               | 18             |
| 2000-2001 | 18               | 11             |
| 2001-2002 | 11               | 10             |
| 2002-2003 | 10               | 15             |
| 2003-2004 | 15               | 11             |
| 2004-2005 | 11               | 8              |
| 2005-2006 | 8                | 35             |
| 2006-2007 | 34               | 60             |
| 2007-2008 | 60               | 65             |
| 2008-2009 | 65               | 56             |
| 2009-2010 | 56               | 60             |
| 2010-2011 | 60               | 55             |
| 2011-2012 | 55               | 46             |
| 2012-2013 | 46               | 55             |
| 2013-2014 | 55               | 66             |
| 2014-2015 | 64               | 70             |
| 2015-2016 | Non classificato | 122            |
| 2016-2017 | 91               | 94             |
| 2017-2018 | Non classificato | 93             |
| 2018-2019 | 72               | 79             |
| 2019-2020 | Non classificato |                |

### Break Massimi da 147: 1[94]
| N° | Anno | Competizione        | Avversario | Note   |
| -- | ---- | ------------------- | ---------- | ------ |
| 1  | 1992 | Campionato mondiale | Tony Drago | [ 13 ] |

## Tornei vinti

### Titoli Non-Ranking: 23
| Titoli Ranking                       | Titoli Ranking | Titoli Ranking                  | Titoli Ranking |
| ------------------------------------ | -------------- | ------------------------------- | -------------- |
| Competizione                         | Anno           | Avversario                      | Note           |
| UK Championship                      | 1992           | John Parrott                    | [ 11 ]         |
| The Classic                          | 1986 - 1991    | Cliff Thorburn - Stephen Hendry | [ 95 ] [ 96 ]  |
| Grand Prix                           | 1986 - 1992    | Rex Williams - Ken Doherty      | [ 97 ] [ 98 ]  |
| British Open                         | 1987 - 1992    | Neal Foulds - James Wattana     | [ 99 ] [ 100 ] |
| Canadian Masters                     | 1988           | Steve Davis                     | [ 101 ]        |
| European Open                        | 1992           | Mark Johnston-Allen             | [ 102 ]        |
| Players Championship (Scottish Open) | 2004           | Paul Hunter                     | [ 57 ]         |

| Titoli Non-Ranking             | Titoli Non-Ranking | Titoli Non-Ranking                        | Titoli Non-Ranking |
| ------------------------------ | ------------------ | ----------------------------------------- | ------------------ |
| Competizione                   | Anno               | Avversario                                | Note               |
| The Masters                    | 1984               | Terry Griffiths                           | [ 10 ]             |
| Scottish Masters               | 1981               | Cliff Thorburn                            | [ 103 ]            |
| Northern Ireland Classic       | 1981               | Steve Davis                               | [ 104 ]            |
| New Zealand Masters            | 1984               | Kirk Stevens                              | [ 105 ]            |
| Thailand Masters               | 1984               | Terry Griffiths                           | [ 106 ]            |
| Carlsberg Challenge            | 1984 - 1985        | Tony Knowles - Alex Higgins               | [ 107 ] [ 108 ]    |
| Irish Masters                  | 1985 - 1986        | Alex Higgins - Willie Thorne              | [ 109 ] [ 110 ]    |
| Malaysian Masters              | 1986               | Dennis Taylor                             | [ 111 ]            |
| Pot Black                      | 1986               | Kirk Stevens                              | [ 112 ]            |
| Hong Kong Masters              | 1988               | Neal Foulds                               | [ 113 ]            |
| World Matchplay                | 1989 - 1990        | John Parrott - Stephen Hendry             | [ 114 ] [ 115 ]    |
| World Masters                  | 1991               | Tony Drago                                | [ 116 ]            |
| European Challenge             | 1991               | Steve Davis                               | [ 117 ]            |
| European League                | 1993               | Alan McManus                              | [ 118 ]            |
| Pontins Professional           | 1999               | Matthew Stevens                           | [ 119 ]            |
| World Series of Snooker Prague | 2009               | Graeme Dott                               | [ 69 ]             |
| World Seniors Championship     | 2010 - 2019 - 2020 | Steve Davis - Darren Morgan - Ken Doherty | [ 5 ] [ 6 ] [ 7 ]  |
| UK Seniors Championship        | 2017               | Ken Doherty                               | [ 83 ]             |
| Seniors Irish Masters          | 2019               | Rodney Goggins                            | [ 86 ]             |

| Tornei varianti                    | Tornei varianti | Tornei varianti   | Tornei varianti |
| ---------------------------------- | --------------- | ----------------- | --------------- |
| Competizione                       | Anno            | Avversario        | Note            |
| Tenball                            | 1995            | Ronnie O'Sullivan | [ 121 ]         |
| Six-Red World Grand Prix           | 2009            | Barry Hawkins     | [ 68 ]          |
| Seniors Six-Red World Championship | 2019            | Aaron Canavan     | [ 87 ]          |

| In squadra                 | In squadra                                         | In squadra                    | In squadra |
| -------------------------- | -------------------------------------------------- | ----------------------------- | ---------- |
| Competizione               | Anno/Compagno                                      | Avversario                    | Note       |
| World Doubles Championship | 1984/ Alex Higgins                                 | Cliff Thorburn, Willie Thorne | [ 122 ]    |
| World Cup                  | 1988 - 1989/ Steve Davis, Neal Foulds              | Australia - Resto del mondo   | [ 123 ]    |
| Nations Cup                | 2000/ John Parrott, Ronnie O'Sullivan, Stephen Lee | Galles                        | [ 124 ]    |

## Finali perse

### Titoli Non-Ranking: 19
| Titoli Ranking                  | Titoli Ranking                          | Titoli Ranking                                                                                 | Titoli Ranking                             |
| ------------------------------- | --------------------------------------- | ---------------------------------------------------------------------------------------------- | ------------------------------------------ |
| Competizione                    | Anno                                    | Avversario                                                                                     | Note                                       |
| Campionato mondiale             | 1984 - 1990 - 1991 - 1992 - 1993 - 1994 | Steve Davis - Stephen Hendry - John Parrott - Stephen Hendry - Stephen Hendry - Stephen Hendry | [ 30 ] [ 37 ] [ 41 ] [ 42 ] [ 45 ] [ 125 ] |
| UK Championship                 | 1987 - 1991                             | Steve Davis - John Parrott                                                                     | [ 126 ] [ 127 ]                            |
| Professional Players Tournament | 1982                                    | Ray Reardon                                                                                    | [ 128 ]                                    |
| Matchroom Trophy                | 1985                                    | Cliff Thorburn                                                                                 | [ 129 ]                                    |
| The Classic                     | 1987                                    | Steve Davis                                                                                    | [ 130 ]                                    |
| International Open              | 1988                                    | Steve Davis                                                                                    | [ 131 ]                                    |
| British Open                    | 2000                                    | Peter Ebdon                                                                                    | [ 132 ]                                    |
| European Open                   | 2004                                    | Stephen Maguire                                                                                | [ 59 ]                                     |

| Titoli Non-Ranking                | Titoli Non-Ranking | Titoli Non-Ranking                             | Titoli Non-Ranking      |
| --------------------------------- | ------------------ | ---------------------------------------------- | ----------------------- |
| Competizione                      | Anno               | Avversario                                     | Note                    |
| The Masters                       | 1986               | Cliff Thorburn                                 | [ 133 ]                 |
| International Masters             | 1983               | Ray Reardon                                    | [ 134 ]                 |
| Scottish Masters                  | 1984               | Steve Davis                                    | [ 135 ]                 |
| Pot Black                         | 1985               | Doug Mountjoy                                  | [ 136 ]                 |
| Carlsberg Challenge               | 1986               | Dennis Taylor                                  | [ 137 ]                 |
| Kent Cup                          | 1987               | Willie Thorne                                  | [ 138 ]                 |
| Canadian Masters                  | 1987               | Dennis Taylor                                  | [ 139 ]                 |
| Norwich Union Grand Prix          | 1988               | Steve Davis                                    | [ 140 ]                 |
| Hong Kong Challenge               | 1990               | James Wattana                                  | [ 141 ]                 |
| Belgian Masters                   | 1990               | John Parrott                                   | [ 142 ]                 |
| Matchroom International League    | 1990               | Tony Meo                                       | [ 143 ]                 |
| Superstar International           | 1997               | Ronnie O'Sullivan                              | [ 144 ]                 |
| China International               | 1997               | Steve Davis                                    | [ 145 ]                 |
| Premier League                    | 1998 - 1999 - 2006 | Ken Doherty - John Higgins - Ronnie O'Sullivan | [ 146 ] [ 147 ] [ 148 ] |
| Pontins Professional              | 2000               | Darren Morgan                                  | [ 149 ]                 |
| World Series of Snooker Killarney | 2009               | Shaun Murphy                                   | [ 67 ]                  |
| UK Seniors Championship           | 2019               | Michael Judge                                  | [ 91 ]                  |

| In squadra                 | In squadra                      | In squadra                  | In squadra |
| -------------------------- | ------------------------------- | --------------------------- | ---------- |
| Competizione               | Anno/Compagno                   | Avversario                  | Note       |
| World Team Classic         | 1982/ Steve Davis, Tony Knowles | Canada                      | [ 123 ]    |
| World Doubles Championship | 1983/ Tony Knowles              | Steve Davis, Tony Meo       | [ 122 ]    |
| World Masters              | 1991/ Caroline Walch            | Steve Davis, Allison Fisher | [ 150 ]    |